# Михайловка (Муслюмовский район)
Михайловка — село в Муслюмовском районе Татарстана. Административный центр Михайловского сельского поселения.

## География
Находится в восточной части Татарстана на расстоянии приблизительно 15 км на запад-юго-запад по прямой от районного центра села Муслюмово у речки Мелля.

## История
Основано в 1856 году, упоминалось также как Дубровка, Языково.

## Население
Постоянных жителей было: в 1870—480, в 1897—715, в 1913—625, в 1920—650, в 1926—520, в 1938—527, в 1949—411, в 1958—291, в 1970—350, в 1979—286, в 1989—652, 554 в 2002 году (русские 44 %, татары 54 %), 515 в 2010.